# Sociedade Chinesa de Psiquiatria
A Sociedade Chinesa de Psiquiatria (SCP) (中华医学会精神病学分会) é a maior organização de psiquiatras na China. Ela publica a Classificação Chinesa de Transtornos Mentais (CCTM). A SCP também publica diretrizes para a prática clínica; promove a prática psiquiátrica, pesquisa e comunicação; treina novos profissionais e realiza conferências acadêmicas.